# Hodoriv
Hodoriv (în ucraineană Ходорів, în poloneză Chodorów) este orașul în raionul Jîdaciv, regiunea Liov, Ucraina.

## Demografie
Componența lingvistică a localității Hodoriv
     Ucraineană (94,84%)
     Rusă (5,16%)
Conform recensământului din 2001, majoritatea populației localității Hodoriv era vorbitoare de ucraineană (94,84%), existând în minoritate și vorbitori de rusă (5,16%).

## Istorie
Regatul Poloniei 1394–1569

 Uniunea statală polono-lituaniană 1569–1772

 Imperiul Habsburgic 1772–1804

 Imperiul Austriac 1804–1867

 Austro-Ungaria 1867–1918

 Republica Populară a Ucrainei Occidentale 1918–1919

 Republica Polonă 1919–1939

 Uniunea Sovietică (ocupația) 1939–1941

 Imperiul German (ocupația) 1941–1944

 Uniunea Sovietică (ocupația) 1944–1945

 Uniunea Sovietică 1945–1991

 Ucraina 1991–prezent 

## Personalități
- Tarsykia Matskiv⁠(en)[traduceți] (1919-1944), călugăriță greco-catolică, martiră a credinței

## Galerie de imagini

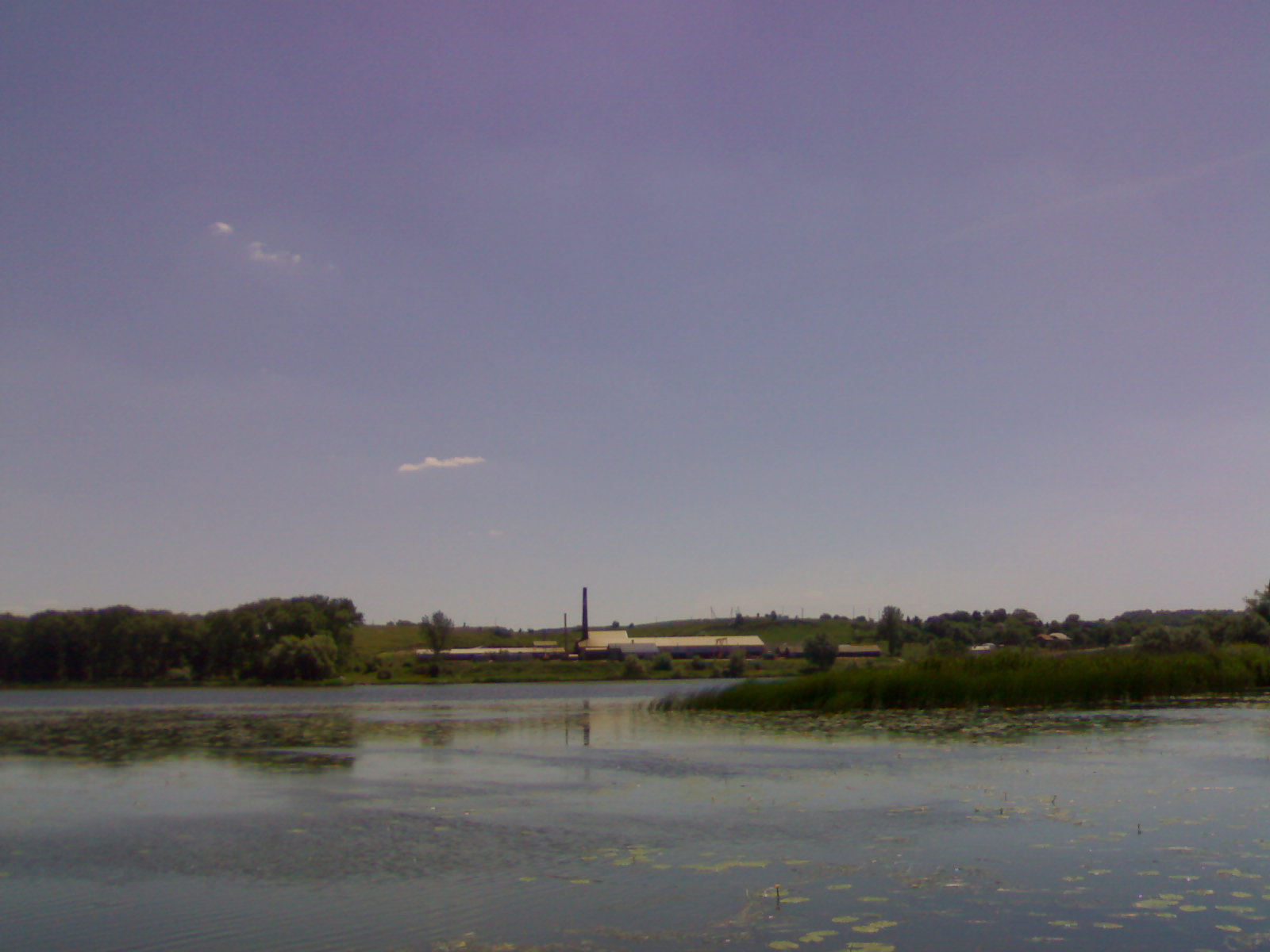
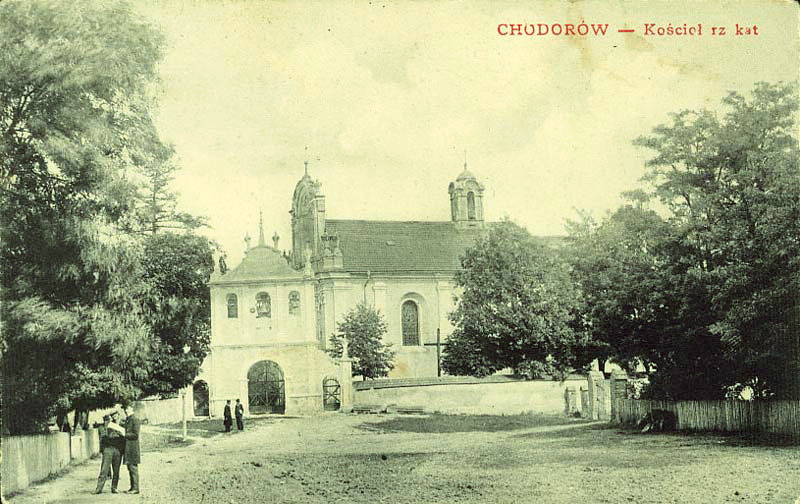
Biserica Catolică (1914)
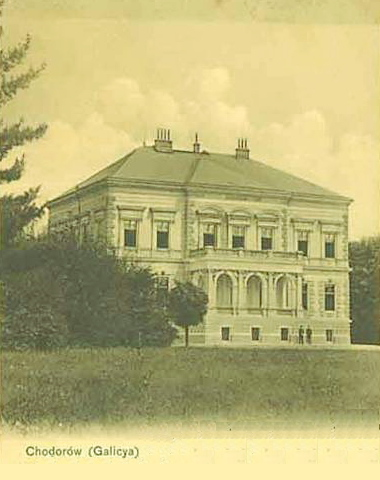
Palatul Lanckoroński (1913)